# Targum Jonathan
Targum Jonathan (ebraico:תרגום יונתן בן עוזיאל) - conosciuto anche come Targum Yonasan/Yonatan è il targum orientale (babilonese) ufficiale per i Neviìm. le sue origini però sono occidentali, cioè dalla Terra di Israele, e la tradizione talmudica indica come suo autore Jonathan ben Uzziel. Il suo stile è molto simile a quello del Targum Onkelos, sebbene a volte sembri parafrasarlo liberamente.
La lingua del Targum Jonathan è l'aramaico.
In tempi talmudici e nella comunità ebraiche yemenite il Targum Jonathan veniva letto come una traduzione verso per verso in alternanza con i versi ebraici della  haftarah in sinagoga. Quindi, quando il Talmud afferma che "una persona deve completare le sue porzioni di Scrittura insieme alla comunità, leggendo la Scrittura due volte e il targum una volta" (Berakhot 8a-b), il passo si riferirebbe al Targum Jonathan (e anche al Targum Onkelos sulla Torah).